# Wong Wai Lap
Wong Wai Lap (chinesisch 黃為立; * 16. Juli 1969) ist ein Badmintonspieler aus Hongkong. 

## Karriere
Wong Wai Lap nahm 1992 im Herreneinzel an Olympia teil. Er kämpfte sich dabei bis ins Viertelfinale vor und wurde somit 9. in der Endabrechnung. Im Folgejahr siegte er bei den Portugal International im Herrendoppel mit Chan Kin Ngai.

## Sportliche Erfolge
| Saison | Veranstaltung          | Disziplin    | Platz | Name                         |
| ------ | ---------------------- | ------------ | ----- | ---------------------------- |
| 1992   | Olympia                | Herreneinzel | 9     | Wong Wai Lap                 |
| 1993   | Portugal International | Herrendoppel | 1     | Chan Kin Ngai / Wong Wai Lap |